# Raqs el Noujoum
Dancing with the stars (Raqs el Noujoum) est une émission adaptée du format britannique de l'émission Strictly Come Dancing. Elle voit s'affronter des couples composés d'une star accompagnée d'un danseur professionnel. Cette émission existe en France sous le nom de Danse avec les stars,,.

## Participants

### Présentation
L'émission est présenté par :
- Carla Haddad[4] (saison 1 -)
- Wissam Breidy[5] (saison 1 -)

### Jury
Les couples sont jugés par:
- Mazen Kiwan, champion de danse contemporaine[3] (saison 1 -)
- Mira Samaha, championne de danse latine[3] (saison 1 -)
- Rabih Nahas, ancien danseur et champion du Liban championship[3] (saison 1 -)
- Darren Bennett, ancien danseur professionnel de Strictly Come Dancing[3] (saison 1 -)

### Danseurs Professionnels
| Professionnels     | Nombre de saisons | Saison 1            | Saison 2           | Saison 3          | Saison 4            |
| ------------------ | ----------------- | ------------------- | ------------------ | ----------------- | ------------------- |
| Abdo Dalloul       | 4                 | Naya                | Aline Khalaf       | Dalida Khalil     | Lady Madonna        |
| Amanda Abirached   | 2                 | —                   | Ali Ahmoud         | —                 | Nicolas Mezher      |
| Asadour Euredijian | 4                 | Nada Abou Farhat    | Brigtte Yaghi      | Carmen Lebbos     | Valerie Abou Chacra |
| Aslak Amtrup       | 3                 | Rosarita Tawil      | Maya Nehme         | Leïla Ben Khelifa |                     |
| Carel Wardini      | 1                 | —                   | —                  | Gabriel Yammine   |                     |
| Caroline Karam     | 2                 | —                   | Nemer Saade        | Ibrahim Saïd      |                     |
| Chloé Hourani      | 4                 | Rabih Baroud        | Chadi Maroun       | Anthony Touma     | Paul Iskandar       |
| Elio Ghefary       | 1                 | May Hariri          | —                  | —                 |                     |
| Hiba Mikhael       | 2                 | Michel Abou Sleiman | Marcelino Gebrayel | —                 |                     |
| Jimmy Kantar       | 1                 |                     |                    |                   | Nadine Abdel Aziz   |
| Martin Rycroft     | 1                 |                     |                    |                   | Rym Saidi           |
| Mike Poladian      | 3                 | Haifa Haddad        | Carole Hajj        | Reiné Achkar      | Bonita Saade        |
| Mohamed Hamed      | 1                 | —                   | —                  | Jane Konsol       |                     |
| Pamela Mananian    | 1                 |                     |                    |                   | Rafic Ali Ahmad     |
| Raed Mourad        | 3                 | —                   | Daniella Rahme     | Rima Fakih        | Pierette el Katrib  |
| Rita Khattar       | 1                 | Nicolas Mouawad     | —                  | —                 |                     |
| Rola Abdel Malak   | 2                 | —                   | Elie Stephan       | Mohamed Attia     |                     |
| Sandra Abbas       | 4                 | Wissam Hanna        | Georges Chalhoub   | Jean-Paul Bitar   | Badih Abou Chacra   |
| Sandra Elia        | 4                 | Walid El Allayli    | Iwan               | Rony Fahed        | Marc Hatem          |
| Shareef Rabih      | 1                 | —                   | Mikayella          | —                 |                     |
| Tony Rameh         | 3                 | Mirva Kadi          | Joëlle Hatem       | Amina Ashraf      |                     |
| Zeina Assaf        | 1                 |                     |                    |                   | Roda Antar          |

- Couple gagnant
- Couple second
- Couple troisième
- Couple qui a abandonné
- Couple dernier

en italique : couple encore en compétition

## Palmarès et saisons

### Podiums
| Saison | Lancement        | Finale          | Nombre de couples | Nombre de semaines | Podium                           | Podium                        | Podium                                   |
| ------ | ---------------- | --------------- | ----------------- | ------------------ | -------------------------------- | ----------------------------- | ---------------------------------------- |
| Saison | Lancement        | Finale          | Nombre de couples | Nombre de semaines | Gagnants                         | Seconds                       | Tiercés                                  |
| 1      | 16 décembre 2012 | 24 février 2013 | 11                | 11                 | Naya & Abdo Dalloul              | Rosarita Tawil & Aslak Amtrup | Nada Abou Farhat & Asadour Euredijian    |
| 2      | 4 novembre 2013  | 2 février 2014  | 14                | 13                 | Daniella Rahme & Raed Mourad     | Maya Nehme & Aslak Amtrup     | abandon de Carole Hajj                   |
| 3      | 1er mars 2015    | 17 mai 2015     | 13                | 12                 | Anthony Touma & Chloé Hourani    | Dalida Khalil & Abdo Dalloul  | Leïla Ben Khelifa & Aslak Amtrup         |
| 4      | 6 novembre 2016  | 29 janvier 2017 | 12                | 13                 | Badih Abou Chakra & Sandra Abbas | Marc Hatem & Sandra Elia      | Valérie Abou Chacra & Asadour Euredijian |
| 5      | 24 octobre 2019  |                 |                   |                    |                                  |                               |                                          |

### Saison 1 (2012-2013)

#### Couples
La 1re saison a été gagnée par la chanteuse libanaise Naya (en) au côté d'Abdo Dalloul.
| Candidat            | Occupation                            | Partenaire         | Statut                        |
| ------------------- | ------------------------------------- | ------------------ | ----------------------------- |
| Naya                | Chanteuse                             | Abdo Dalloul       | Gagnants le 24 février 2013   |
| Rosarita Tawil      | Miss Liban 2008, mannequin            | Aslak Amtrup       | Seconds le 24 février 2013    |
| Nada Abou Farhat    | Actrice                               | Asadour Euredijian | Troisièmes le 24 février 2013 |
| Wissam Hanna        | Présentateur télé, mannequin, MI 2006 | Sandra Abbas       | Eliminés le 17 février 2013   |
| Mirva Kadi          | Mannequin, actrice                    | Tony Rameh         | Eliminés le 10 février 2013   |
| Michel Abou Sleiman | Acteur                                | Hiba Mikhael       | Eliminés le 3 février 2013    |
| Rabih Baroud        | Chanteur                              | Chloé Hourani      | Eliminés le 27 janvier 2013   |
| Nicolas Mouawad     | Acteur, présentateur télé             | Rita Khattar       | Eliminés le 13 janvier 2013   |
| Haifa Haddad        | Coach de sport professionnelle        | Mike Poladian      | Eliminés le 6 janvier 2013    |
| Walid El Alayli     | Acteur                                | Sandra Elia        | Eliminés le 30 décembre 2012  |
| May Horiri          | Actrice, chanteuse                    | Elio Ghefary       | Eliminés le 23 décembre 2012  |

#### Placements
| Couple             | Place | Semaines et points | Semaines et points | Semaines et points | Semaines et points | Semaines et points | Semaines et points | Semaines et points | Semaines et points | Semaines et points | Semaines et points | Semaines et points | Semaines et points | Semaines et points |
| Couple             | Place | 1                  | 2                  | 1+2                | 3                  | 4                  | 5                  | 6                  | 7                  | 6+7                | 8                  | 9                  | 10                 | 11                 |
| ------------------ | ----- | ------------------ | ------------------ | ------------------ | ------------------ | ------------------ | ------------------ | ------------------ | ------------------ | ------------------ | ------------------ | ------------------ | ------------------ | ------------------ |
| Naya & Abdo        | 1ers  | 29                 | 27                 | 56                 | 26                 | 28                 | 32                 | 31                 | 31                 | 62                 | 42 (36+6)          | 73 (35+38)         | 75 (39+36)         | 74 (35+39)         |
| Rosarita & Aslak   | 2es   | 25                 | 27                 | 52                 | 24                 | 32                 | 33                 | 34                 | 35                 | 69                 | 32 (30+2)          | 65 (32+33)         | 72 (38+34)         | 76 (40+36)         |
| Nada & Asadour     | 3es   | 28                 | 31                 | 59                 | 29                 | 31                 | 29                 | 31                 | 28                 | 59                 | 42 (37+5)          | 71 (37+34)         | 68 (31+37)         | 75 (35+40)         |
| Wissam & Sandra A. | 4es   | 26                 | 31                 | 57                 | 31                 | 34                 | 34                 | 29                 | 30                 | 59                 | 33 (30+3)          | 66 (32+34)         | 71 (35+36)         |                    |
| Mirva & Tony       | 5es   | 20                 | 32                 | 52                 | 32                 | 30                 | —                  | 30                 | 27                 | 57                 | 37 (33+4)          | 57 (29+28)         |                    |                    |
| Michel & Hiba      | 6es   | 17                 | 23                 | 40                 | 20                 | 22                 | 22                 | 22                 | 22                 | 44                 | 23 (22+1)          |                    |                    |                    |
| Rabih & Chloé      | 7es   | 32                 | 22                 | 54                 | 22                 | 26                 | 24                 | 24                 | 32                 | 56                 |                    |                    |                    |                    |
| Nicolas & Rita     | 8es   | 20                 | 23                 | 43                 | 26                 | 31                 | 26                 |                    |                    |                    |                    |                    |                    |                    |
| Haïfa & Mike       | 9es   | 24                 | 25                 | 49                 | 26                 | 47                 |                    |                    |                    |                    |                    |                    |                    |                    |
| Walid & Sandra E.  | 10es  | 26                 | 21                 | 47                 | 21                 |                    |                    |                    |                    |                    |                    |                    |                    |                    |
| May & Elio         | 11es  | 21                 | 19                 | 40                 |                    |                    |                    |                    |                    |                    |                    |                    |                    |                    |

- Couple gagnant
- Couple second
- Couple troisième
- Couple éliminé
- Couple en danger

### Saison 2 (2013-2014)
La 2e a été gagné par la mannequin libanaise Daniella Rahme, au côté de Raed Mourad.
| Candidat           | Occupation                                           | Partenaire         | Statut                        |
| ------------------ | ---------------------------------------------------- | ------------------ | ----------------------------- |
| Daniella Rahme     | Présentatrice télé                                   | Raed Mourad        | Gagnants le 2 février 2014    |
| Maya Nehme         | Chanteuse, ex-candidate de la Star Academy           | Aslak Amtrup       | Seconds le 2 février 2014     |
| Carole Hajj        | Actrice                                              | Mike Polodian      | Abandon le 2 février 2014     |
| Elie Stéphan       | Basketteur                                           | Rola Abdel Malak   | Eliminés le 26 janvier 2014   |
| Nemer Saade        | Disigneur                                            | Caroline Karam     | Eliminés le 19 janvier 2014   |
| Brigitte Yaghi     | Chanteuse, actrice                                   | Asadour Euredijian | Eliminés le 12 janvier 2014   |
| Marcelino Gebrayel | Mannequin, Dauphin de Mister International (MI) 2009 | Hiba Mikhael       | Eliminés le 5 janvier 2014    |
| Aline Khalaf       | Chanteuse                                            | Abdo Dalloul       | Eliminés le 22 décembre 2013  |
| Georges Chalhoub   | Acteur                                               | Sandra Abbas       | Eliminés le 15 décembre 2013  |
| Chadi Maroun       | Acteur                                               | Chloé Hourani      | Eliminés le 8 décembre 2013   |
| Ali Hammoud        | Mister International 2012                            | Amanda Abirached   | Eliminés le 1er décembre 2013 |
| Joëlle Hatem       | Mannequin                                            | Tony Rameh         | Eliminés le 25 novembre 2013  |
| Mikayella          | Chanteuse                                            | Shareef Rabih      | Eliminés le 18 novembre 2013  |
| Iwan               | Chanteur                                             | Sandra Elia        | Eliminés le 18 novembre 2013  |

### Saison 3  (2015)
La 3e  saison a été gagnée par le chanteur franco-libanais Anthony Touma au côté de Chloé Hourani.
| Candidat          | Occupation                                                                  | Partenaire         | Statut                    |
| ----------------- | --------------------------------------------------------------------------- | ------------------ | ------------------------- |
| Anthony Touma     | Chanteur (candidat à The Voice : La Plus Belle Voix France)                 | Chloé Hourani      | Gagnants le 17 mai 2015   |
| Dalida Khalil     | Actrice, chanteuse                                                          | Abdo Dalloul       | Seconds le 17 mai 2015    |
| Leïla Ben Khelifa | Animatrice télé, mannequin, candidate de télé-réalité (Secret Story France) | Aslak Amtrup       | Troisièmes le 17 mai 2015 |
| Rony Fahed        | Basketteur                                                                  | Sandra Elia        | Eliminés le 17 mai 2015   |
| Rima Fakih        | Miss USA 2010, mannequin, actrice                                           | Raed Mourad        | Eliminés le 10 mai 2015   |
| Mohamed Attia     | Chanteur                                                                    | Rola Abdel Malak   | Eliminés le 3 mai 2015    |
| Amina Ashraf      | Miss Egypt 2014                                                             | Tony Rameh         | Eliminés le 26 avril 2015 |
| Gabriel Yammine   | Acteur                                                                      | Carel Wardini      | Eliminés le 19 avril 2015 |
| Carmen Lebbos     | Actrice                                                                     | Asadour Euredijian | Eliminés le 5 avril 2015  |
| Reiné Achkar      | Chanteuse                                                                   | Mike Poladian      | Eliminés le 29 mars 2015  |
| Ibrahim Saïd      | Footballeur                                                                 | Caroline Karam     | Eliminés le 22 mars 2015  |
| Jean-Paul Bitar   | Mannequin, Mister Liban 2014                                                | Sandra Abbas       | Eliminés le 15 mars 2015  |
| Jane Konsol       | Mannequin                                                                   | Mohamed Hamed      | Eliminés le 8 mars 2015   |

### Saison 4 (2016-2017)
La 4e saison a été remporté par l'acteur libanais Badih Abou Chakra au côté de la danseuse libanaise Sandra Abbas.,,
| Candidat            | Occupation                                                                         | Partenaire         | Statut                        |
| ------------------- | ---------------------------------------------------------------------------------- | ------------------ | ----------------------------- |
| Badih Abou Chakra   | Acteur                                                                             | Sandra Abbas       | Vainqueurs le 29 janvier 2017 |
| Marc Hatem          | Chanteur (candidat à The Voice : La Plus Belle Voix), champion du monde de Karaoké | Sandra Elia        | Seconds le 29 janvier 2017    |
| Valérie Abou Chacra | Miss Liban 2015, 3e dauphine à Miss Monde 2015                                     | Asadour Euredijian | Troisièmes le 29 janvier 2017 |
| Lady Madonna        | Chanteuse                                                                          | Abdo Dalloul       | Eliminés le 22 janvier 2017   |
| Rym Saïdi           | Mannequin                                                                          | Martin Rycroft     | Eliminés le 15 janvier 2017   |
| Nicolas Mezher      | Acteur                                                                             | Amanda Abirached   | Eliminés le 8 janvier 2017    |
| Roda Antar          | Footballeur                                                                        | Zaina Assaf        | Eliminés le 25 décembre 2016  |
| Pierrette Katrib    | Actrice, présentatrice télé                                                        | Raed Mourad        | Eliminés le 18 décembre 2016  |
| Rafic Ali Ahmad     | Acteur                                                                             | Pamela H Manenian  | Eliminés le 4 décembre 2016   |
| Bonita Saade        | Actrice                                                                            | Mike Poladian      | Eliminés le 27 novembre 2016  |
| Nadine Abdel Aziz   | Mannequin                                                                          | Jimmy Kantar       | Eliminés le 20 novembre 2016  |
| Paul Iskandar       | Mannequin, Mister Liban 2016                                                       | Chloé Hourani      | Eliminés le 13 novembre 2016  |